# Дедал
Дедал (грч. Δαίδαλος, лат. Daedalus) је у грчкој митологији највећи грчки вајар, сликар, градитељ и проналазач. Дедал важи и за првог митског летача. Био је син атинског уметника Еупалама. Дедал је имао два сина, Икара и Јапикса.
Дедалово име на грчком језику значи „лукав“.

## Митологија

### Дедал и Минотаур
Хомер га спомиње као творца и креатора Аријадниног подијума за игру, а будући да је био један од највјештијих рукотвораца, за Дедала се тврдило да је он био тај који измислио слике. Најпознатије његово дело је лавиринт за који је Овидије у својим Метаморфозама говори да је тако лукаво направљен, да нисам Дедал није могао изаћи из њега - толико је било пролаза и скретања, да се чинило као да нема ни почетка ни краја. Дедал је лавиринт саградио за краља Миноса. Миносу је лавиринт био потребан да у њега затвори Минотаура, жениног сина, полу бика, полу човека.
Када је Минос затражио од бога Посејдона знак да ће он, а не његов брат постати краљ, Посејдон му је послао знак у обличју белог бика, али под условом да га Минос жртвује у његово име. Када је предиван бик изашао из мора, Минос је био задивљен његовом лепотом и одлучио је да жртвује другог бика, верујући да то Посејдон неће приметити. Видевши шта је Минос урадио, побеснели Посејдон је учинио да се Миносова жена, Пасифаја, лудо заљуби у бика.
Пасифаја је замолила Дедала да јој помогне, и да пронађе начин да приђе бику. Дедал је смислио начин како ће јој помоћи да задовољи њену страст. Направио је дрвену краву, а Пасифаја је ушла унутра и скрила се. Када је бик наишао, видео је краву и оплодио је. Тако је Пасифаја зачела и родила полубика и получовека - Минотаура. Пасифаја је одгајала Минотаура, али како је он све више растао, бивао је све бешњи, па је Делфијска пророчица рекла Дедалу да сагради лавиринт у којем би држао Минотаура. То је он и учинио, а лавиринт је био испод Миносове палате у Кнососу. Минотаура је после неког времена убио јунак Тезеј.

### Дедал и Икар
Кад је Дедал завршио са изградњом лавиринта, Минос је, да би га спречио да се истина о лавиринту прошири, затворио Дедала, а и контролисао је све бродове и све путеве. Да би се ослободио и напустио острво, Дедал је одлучио да направи крила себи и своме младом сину Икару. Увезао је пера заједно, од најмањег до највећег, створивши тако велику површину. Већа пера је осигурао концима, а мања воском тако да су она личила на птичија крила.
Кад је посао био завршен, Дедал је на месту махао крилима и тако их испробавао, а затим је крилима опремио и свог сина и научио га како да лети. Пошто су обојица били спремни, Дедал је упозорио Икара да не лети ни превисоко, а ни ниско, јер, ако лети превисоко сунце ће отопити восак, а ако лети прениско, морска пена ће натопити крила и више неће моћи наставити с летом. И затим су обојица полетели.
Прелетели су преко острва Сам, Дел и Лебинт, а тада је Икар почео да лети све више и више да би достигао до самих небеса и дотакао их. Сунце је, све више и више, загревало восак, и он је почео да се топи с крила, а пера су се на крају раздвојила, а Икар је пао у море и утопио се. Дедал је окривљивао себе и своју вештину за синовљеву смрт, а место где је Икар пао и утопио се у море назвао је Икаријом. После свега Дедал је стигао у Сицилију, где му је заштиту пружио краљ Кокал. На Сицилији је Дедал саградио храм у част бога Аполона, а крила је окачио као жртву богу.

### Дедал и Кокал
Краљ Минос је, желећи да пронађе Дедала, обилазио све градове и свима показивао спиралну морску шкољку, тражећи да се провуче конопац кроз целу шкољку. Знао је Минос да само Дедал може решити загонетку. Када је стигао на Сицилији код краља Кокала, и њега питао за решење, краљ Кокал је позвао Дедала јер је знао да он може решити постављену загонетку.
Дедал је привезао конац за мрава, а мрав је, пролазећи кроз спирале шкољке провукао конац. Тако је Минос знао да је то Дедал те је затражио његово изручење. Престрашен Кокал, јер је Минос дошао пред Сицилију са целокупном својом морнарицом, препустио је да проблем реши Дедал. Дедал је спровео тајни цевовод до купатила, и када је Минос дошао да се окупа, Дедал је кроз цевовод пустио кипућу воду која је убила Миноса.
Кокал је крио убиство Критског краља, али када су Атињани сазнали шта је Дедал учинио опростили су му све јер их је ослободио смртног непријатеља, те се Дадал вратио у свој родни град у којем је до краја свог живота радио у миру и спокоју.